# شتاینسفلد
شتاینسفلد (به آلمانی: Steinsfeld) یک شهر در آلمان است که در آنسباخ واقع شده‌است.